# Magyarország a 2022. évi téli paralimpiai játékokon
Magyarország a kínai Pekingben megrendezett 2022. évi téli paralimpiai játékok egyik részt vevő nemzete volt. Az ország a játékokon 1 sportágban 1 sportolóval képviseltette magát, aki érmet nem szerzett.
A magyar csapat zászlóvivője a nyitóünnepségen Dumity Richárd volt.

## Alpesisí

### Férfi
| Versenyző      | Versenyszám      | 1. futam | 1. futam | 2. futam | 2. futam | Összesítés | Összesítés |
| Versenyző      | Versenyszám      | Idő      | Hely.    | Idő      | Hely.    | Idő        | Helyezés   |
| -------------- | ---------------- | -------- | -------- | -------- | -------- | ---------- | ---------- |
| Dumity Richárd | Óriás-műlesiklás | 1:24,04  | 34.      | 1:30,18  | 30.      | 2:54,22    | 30.        |
| Dumity Richárd | Műlesiklás       | 1:12,11  | 27.      | 1:21,86  | 16.      | 2:33,97    | 16.        |